# 1389
Năm 1389 là một năm trong lịch Julius.